# ペニー・アン・アーリー
ペニー・アン・アーリー（Penny Ann Early、1944年 - 2023年6月23日）は、アメリカ合衆国の元女性騎手、元バスケットボール選手。
アメリカ初の女性騎手、また男性プロバスケットボールの試合に出場した初の女性である。

## 人物
1968年11月、ケンタッキー州ルイビルのチャーチルダウンズ競馬場でアメリカの女性として初の騎手免許を取得した。しかし、女性騎手の参入に反対する男性騎手が結束し、騎乗予定だった最初の3つのレースをボイコットした。その結果、アーリーは騎乗できなくなってしまった。
この論争の最中、北米のバスケットボール独立リーグABAのチーム「ケンタッキー・カーネルズ」が、プロバスケットボール選手として23歳の彼女と契約した。彼女はバスケットボールをしたことがなく、ヘッドコーチのジーン・ローズは抗議したが、女性オーナーのエリー・ブラウンらは、試合に出すようにコーチに命じた。
1968年11月28日のロサンゼルス・スターズ戦で、彼女は少しだけ出場した。ミニスカートとタートルネックのセーターを着用し、背中には競馬でボイコットされた3つのレースの数を意味する背番号3が付けられていた。5345人の大観衆からスタンディングオベーションを受け、試合後観客にサインをした。
その後バスケットボールをすることはなかった。
2023年6月23日、自殺により死去。80歳没。